# بحيرة الوها
بحيرة الوها بحيرة ألوها هي عبارة عن خزان كبير على ارتفاع 8116 قدم في جبال سييرا نيفادا غرب بحيرة تاهو في مقاطعة إل دورادو، شرق ولاية كاليفورنيا.
يقع الخزان في وادي الخراب، ويقع في منطقة الخراب البرية المحمية اتحاديا. ويمكن الوصول إليها عن طريق المشي لمسافات طويلة إلى الغرب من بحيرة الصدى (كاليفورنيا) أو جدول جبال الروكي الينابيع بداية القافلة، بالقرب من مدينة ساوث ليك تاهو.

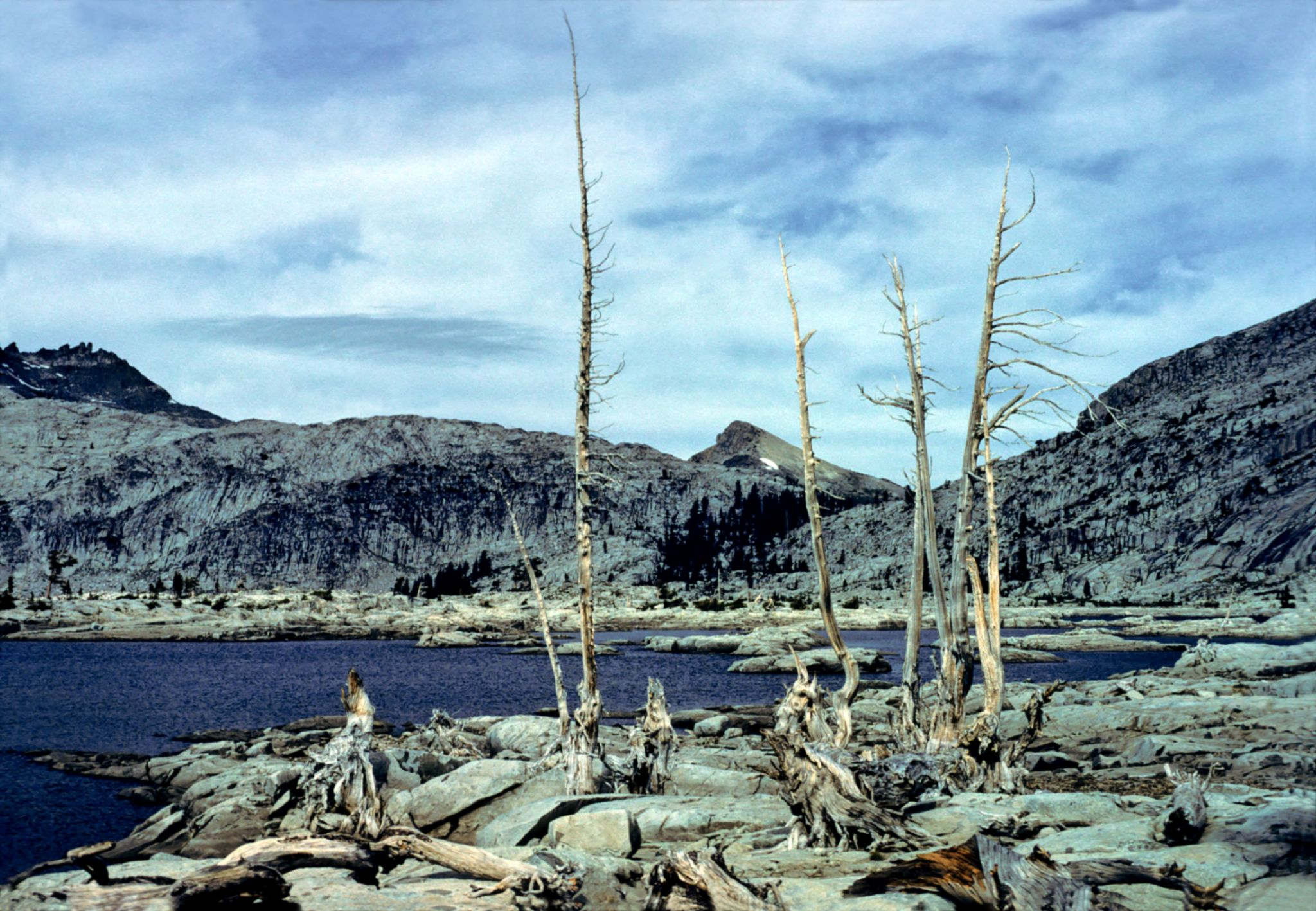
بحيرة الوها